# Valdivia gayana
Valdivia es un género monotípico de plantas con flores pertenecientes a la familia Escalloniaceae. Su única especie: Valdivia gayana
es originaria de Chile, donde crece en unos pocos lugares en las cercanías de la bahía de Corral, en la región de Los Ríos.

## Descripción
Es una hierba o pequeño sub-arbusto en estado adulto, con pocos tallos leñosos, de forma sinuosa y colgante de hasta 2 cm de diámetro. La mayoría de las veces crece como planta perenne frondosa que alcanza un tamaño de  20-30 cm de altura. Las hojas son alternas y sub-opuestas, obovadas-lanceoladas. Las flores se presentan en racimos cortos, axilares, de color lilarosáceas; pétalos lineares; la floración se produce entre agosto y noviembre. El fruto es una cápsula membranosa, glandular; con maduración entre febrero y marzo.

## Distribución y hábitat
Es endémico de Chile donde se distribuye en la XIV Región (provincia de Valdivia), en donde crece desde el nivel del mar hasta los 600 metros. Esta especie presenta un hábitat muy específico, asociado a lugares húmedos muy sombreados, a menudo sobre laderas verticales. Sin embargo, en algunas localidades altamente
alteradas se le ha encontrado creciendo en exposiciones más abiertas sobre laderas de tierra escarpadas, parcialmente sombreadas por Ulex europaeus. Algunas sub-poblaciones están
limitadas a hábitats del litoral costero, pero muchas se presentan hacia el interior en áreas boscosas. Quizás el hábitat más natural se encuentra en la Reserva Nacional Valdivia, en donde habita lugares profundamente sombreados. Se asocia con Amomyrtus luma, Amomyrtus meli, Drimys winteri, Eucryphia cordifolia, Laureliopsis philippiana, Saxegothaea conspicua, y a elevaciones más bajas dentro de la reserva con Aextoxicon punctatum. Las hierbas y helechos acompañantes incluyen a Pilea elegans, Blechnum corralense, Hymenophyllum spp. y Pteris semiadnata.

## Taxonomía
Valdivia gayana fue descrita por Jules Ezechiel Rémy y publicado en Flora Chilena 3(1): 44–45, f. 29. 1847[1848].